# 花き研究所

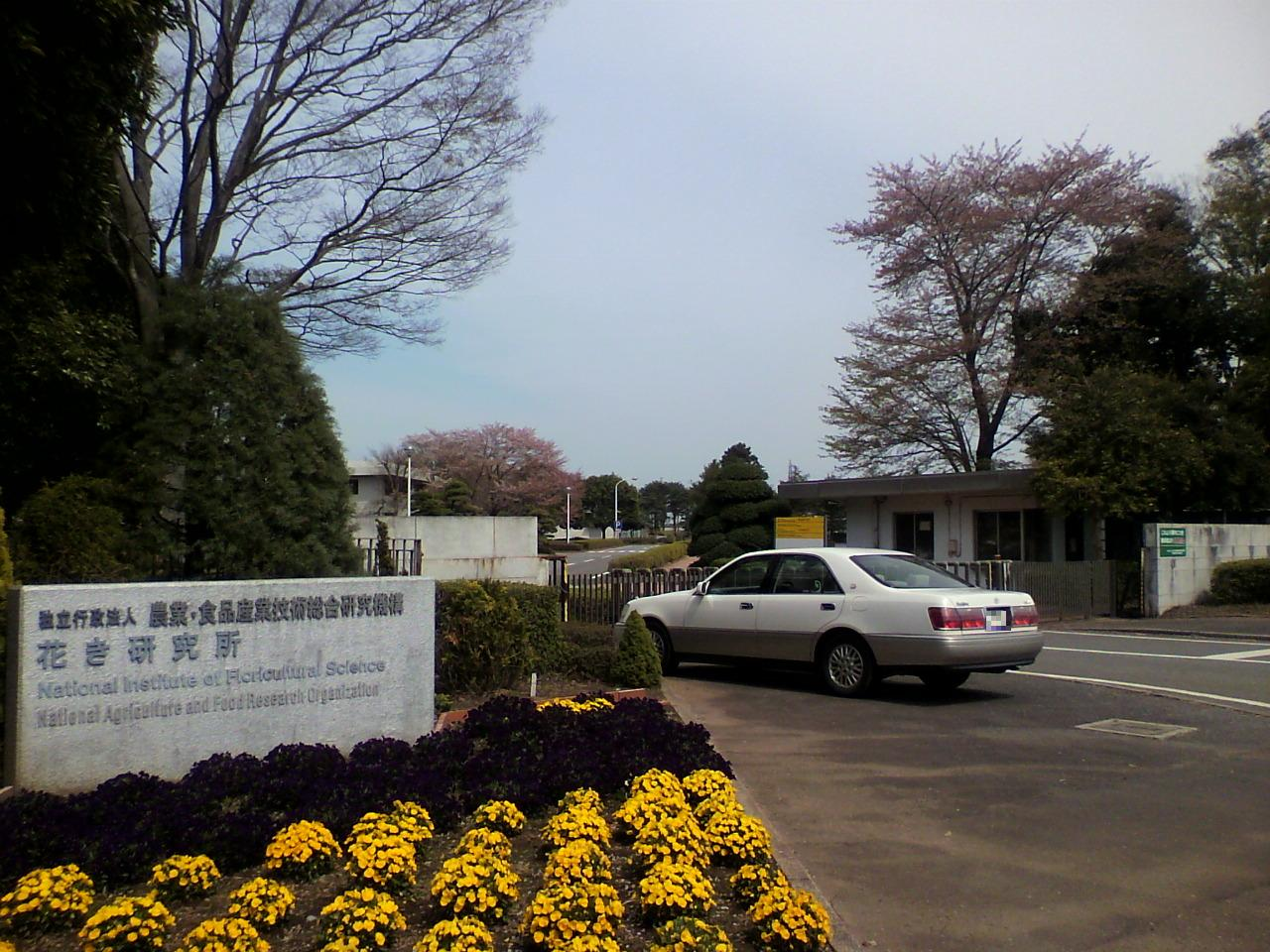
花き研究所

花き研究所（かきけんきゅうしょ、英語: National Institute of Floricultural Science, NIFS）は、農業・食品産業技術総合研究機構の野菜花き研究部門の旧組織。

## 概要
- 所在：茨城県つくば市藤本2番地1
- 所長：腰岡政二

## 沿革
- 1902年 農事試験場園芸部として静岡県興津町に設立される。
- 1921年 園芸試験場として独立。
- 1951年 福岡県久留米市に花き育種研究室が創られる。
- 1958年 神奈川県平塚市に花き栽培研究室が創られる。
- 1973年 野菜試験場が発足する。
- 1986年 野菜・茶業試験場が発足する。
- 2001年 独立行政法人農業技術研究機構の研究所として、新設される。
- 2016年4月1日 農業・食品産業技術総合研究機構の野菜花き研究部門に変更[1]。